# Charnizay
Charnizay est une commune française du département d'Indre-et-Loire, en région Centre-Val de Loire.

## Géographie

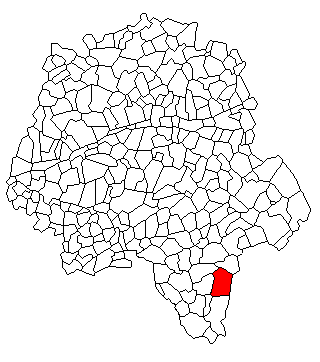
Charnizay en Indre-et-Loire.

### Situation
Charnizay est une commune d'Indre-et-Loire, elle appartient au canton de Preuilly-sur-Claise et fait partie de la Communauté de communes Loches Sud Touraine. Ce village est situé au cœur de terres agricoles. Son bourg est bâti au centre du territoire communal.
La commune s'étend sur 52 km2 (9e commune du département pour la superficie, 966e au niveau national), soit 5 171 hectares. Elle compte d'importantes zones forestières (1 186 hectares de bois), principalement la forêt de Preuilly et le bois de la Brèche.
Selon le classement établi par l’INSEE en 1999, Charnizay est une commune « périphérie d'un pôle rural ».

#### Communes limitrophes
La commune compte six communes limitrophes. Cinq sont situées dans le département d'Indre-et-Loire et une dans le département de l'Indre.

#### Villes les plus proches
Par la route, le village se situe à 32 km de Descartes, 27 km de Loches, 35 km du Blanc et 42 km de Châtellerault. Le chef-lieu du département, Tours est à 65 km et Poitiers à 80 km.

### Transports et voies de communications

#### Sentiers de randonnée
La commune est traversée par le sentier de grande randonnée de la Touraine du Sud. La municipalité a également balisé deux sentiers de petite randonnée sur le territoire communal, 12,5 km pour le sentier de l'étang du Bois Guenand et 14 km pour le sentier des Palets de Garguantua.

#### Réseau routier
La commune est desservie par les routes départementales D 13, D 14, D 41, D 50, D 63 et D 103. L'échangeur autoroutier le plus proche est la sortie 26 à Châtellerault Nord de l'autoroute A10, située à environ 40 km.

#### Desserte ferroviaire
La gare SNCF (TGV) la plus proche est la gare de Châtellerault.

#### Bus
La commune est desservie une fois par semaine par le réseau de bus Rémi Centre-Val-de-Loire qui la relie à Tours et Ligueil par la ligne G.

### Lieux-dits, hameaux et écarts
Le vaste finage du territoire (51 km2), permet à la commune de disposer d'un nombre de hameaux et lieux-dits conséquent. Le bourg se situe au centre du territoire.
Parmi les hameaux les plus importants, on compte la Belletière, Limeray, le Village aux Geais, la Tanchonnerie, Saint-Michel, la Cornetterie, Asnière, le Champ de l'Ormeau...

### Hydrographie

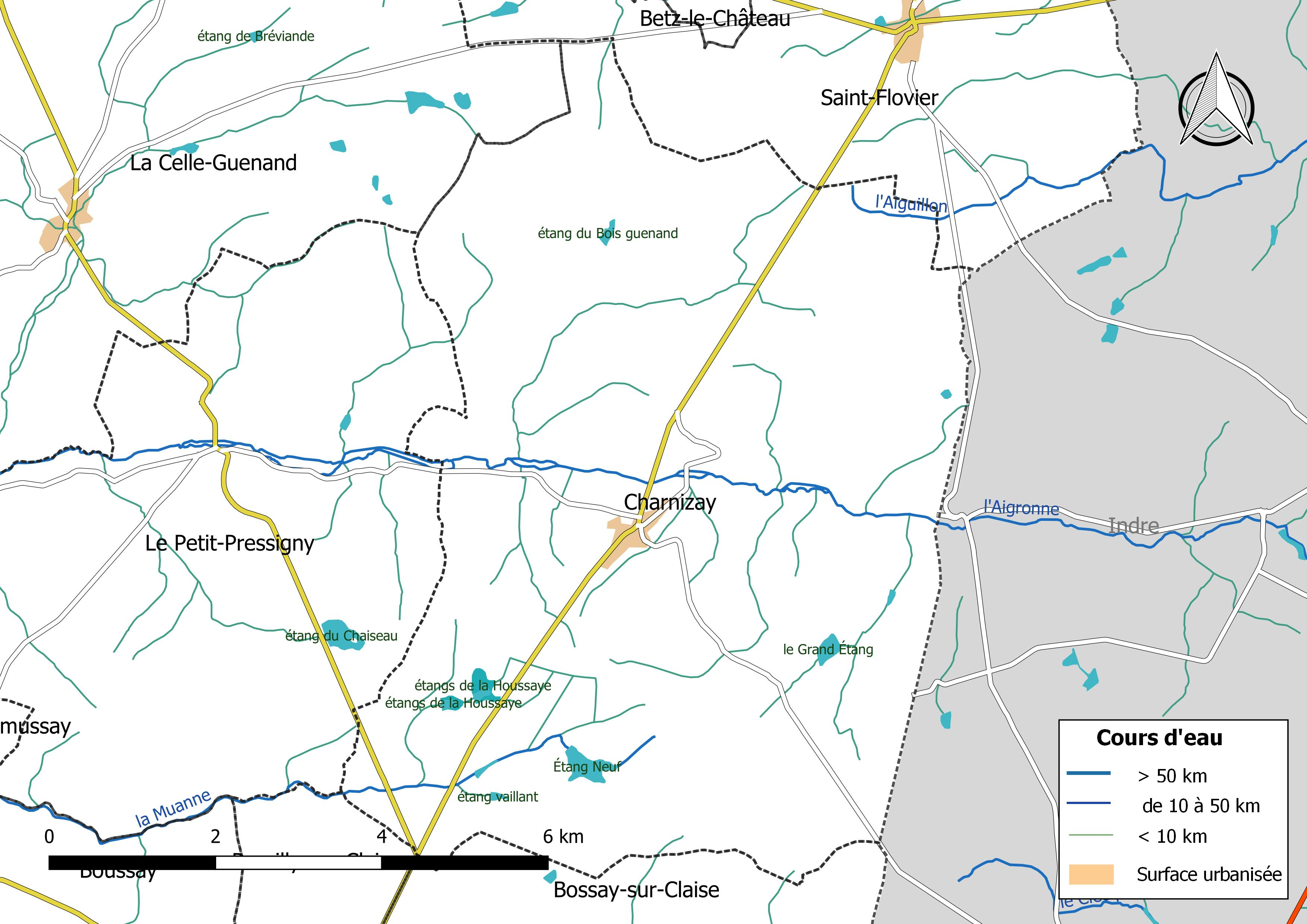
Réseau hydrographique de Charnizay.

Le réseau hydrographique communal, d'une longueur totale de 57,14 km, comprend trois cours d'eau notables, l'Aigronne (6,552 km) et l'Aiguillon (1,242 km) et la Muanne (4,296 km), et divers petits cours d'eau pour certains temporaires,.
L'Aigronne, d'une longueur totale de 31,3 km, prend sa source dans l'Indre à Paulnay, se jette dans la Claise au Grand-Pressigny, après avoir traversé 7 communes. 
Sur le plan piscicole, l'Aigronne est classée en première catégorie piscicole. Le groupe biologique dominant est constitué essentiellement de salmonidés (truite, omble chevalier, ombre commun, huchon).
L'Aiguillon, d'une longueur totale de 12,5 km, prend sa source dans l'extrême nord-est du territoire communal, en limite du bois de Laré, et se jette dans le Poinsonnet à Châtillon-sur-Indre dans l'Indre, après avoir traversé 4 communes. 
Sur le plan piscicole, l'Aiguillon est également classé en deuxième catégorie piscicole.
La Muanne, d'une longueur totale de 14,6 km, prend sa source dans le sud du territoire communal, en amont de l'Étang Neuf, et se jette dans la Claise au Grand-Pressigny, après avoir traversé 6 communes. 
Sur le plan piscicole, la Muanne est également classée en deuxième catégorie piscicole.
Neuf zones humides ont été répertoriées sur la commune par la direction départementale des territoires (DDT) et le conseil départemental d'Indre-et-Loire : « les étangs de la Houssaye », « l'étang de Belle Lande », « L'l'étang Neuf », « l'étang Vaillant », « l'étang de la Loge à Gono », « l'étang de l'Allée du Chêne des Quatre Branches », « Le Grand l'étang à l'étang », « les étangs de la Martinerie » et « la vallée de l'Aigronne de Rouenceau à Ré »,.

### Climat
Pour des articles plus généraux, voir Climat du Centre-Val de Loire et Climat d'Indre-et-Loire.
En 2010, le climat de la commune est de type climat océanique dégradé des plaines du Centre et du Nord, selon une étude du CNRS s'appuyant sur une série de données couvrant la période 1971-2000. En 2020, Météo-France publie une typologie des climats de la France métropolitaine dans laquelle la commune est exposée à un climat océanique altéré et est dans la région climatique Centre et contreforts nord du Massif Central, caractérisée par un air sec en été et un bon ensoleillement.
Pour la période 1971-2000, la température annuelle moyenne est de 11,4 °C, avec une amplitude thermique annuelle de 14,9 °C. Le cumul annuel moyen de précipitations est de 726 mm, avec 11,3 jours de précipitations en janvier et 6,7 jours en juillet. Pour la période 1991-2020, la température moyenne annuelle observée sur la station météorologique de Météo-France la plus proche, sur la commune de Ferrière-Larçon à 12 km à vol d'oiseau, est de 12,2 °C et le cumul annuel moyen de précipitations est de 709,6 mm,. Pour l'avenir, les paramètres climatiques de la commune estimés pour 2050 selon différents scénarios d'émission de gaz à effet de serre sont consultables sur un site dédié publié par Météo-France en novembre 2022.

### Zones protégées, faune, flore
Une partie du territoire communal est classée en ZNIEFF (Zone naturelle d'intérêt écologique, faunistique et floristique). Il y a deux zones de type I à Charnizay celle des landes de la forêt de Preuilly et celle des landes de la forêt de Sainte-Jullite et du bois Roulet.
Les 1 186 hectares de bois de la commune sont répartis sur plusieurs massifs forestiers dont la forêt de Preuilly au sud de la commune (le plus important), le bois de la Brèche et le bois Roulet au nord.

### Risques majeurs
Le territoire de la commune de Charnizay est vulnérable à différents aléas naturels : météorologiques (tempête, orage, neige, grand froid, canicule ou sécheresse), feux de forêts et séisme (sismicité faible). Un site publié par le BRGM permet d'évaluer simplement et rapidement les risques d'un bien localisé soit par son adresse soit par le numéro de sa parcelle.
Pour anticiper une remontée des risques de feux de forêt et de végétation vers le nord de la France en lien avec le dérèglement climatique, les services de l’État en région Centre-Val de Loire (DREAL, DRAAF, DDT) avec les SDIS ont réalisé en 2021 un atlas régional du risque de feux de forêt, permettant d’améliorer la connaissance sur les massifs les plus exposés. La commune, étant pour partie dans les massifs de Preuilly et de Saint-Flovier, est classée au niveau de risque 2, sur une échelle qui en comporte quatre (1 étant le niveau maximal).

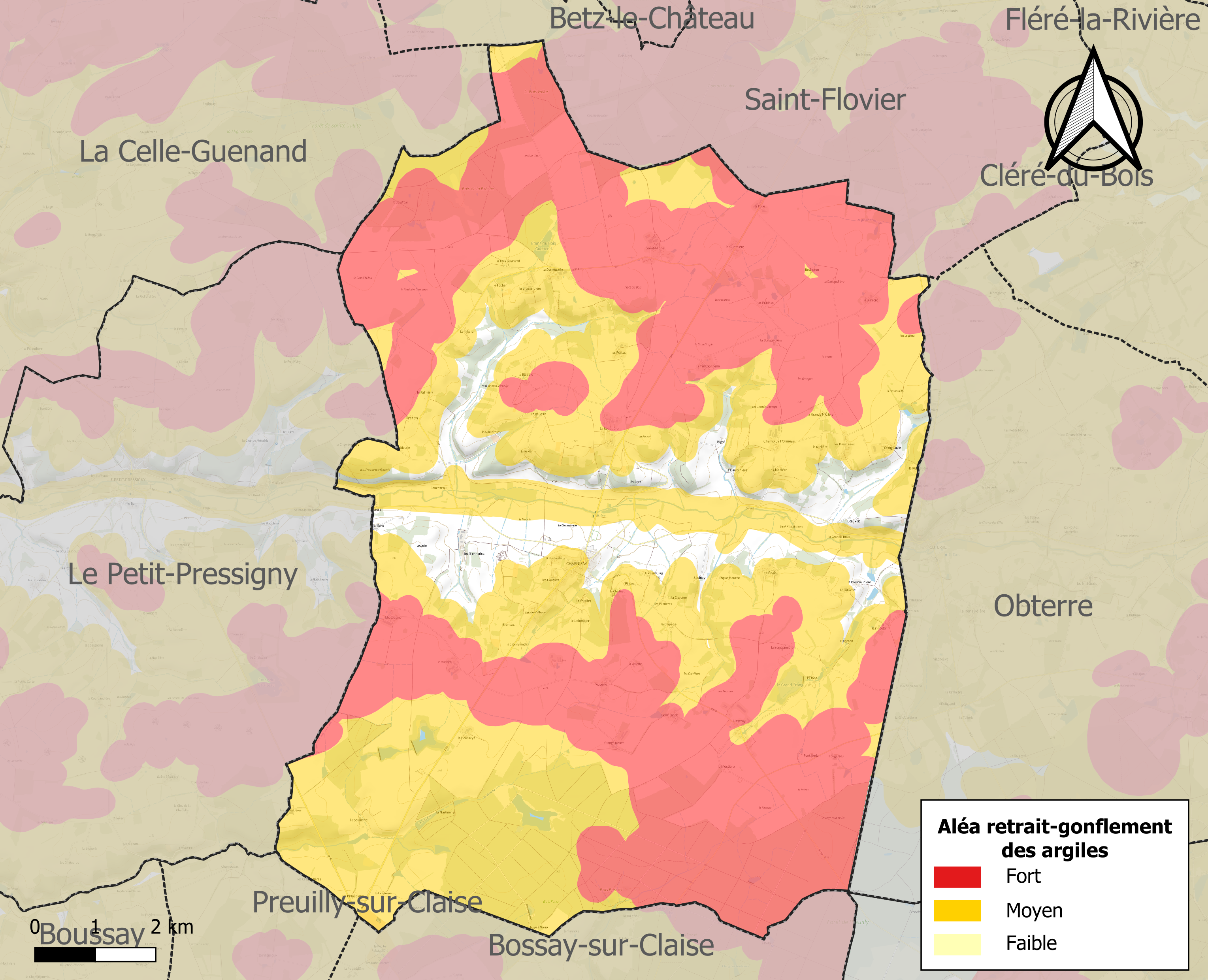
Carte des zones d'aléa retrait-gonflement des sols argileux de Charnizay.

Le retrait-gonflement des sols argileux est susceptible d'engendrer des dommages importants aux bâtiments en cas d’alternance de périodes de sécheresse et de pluie. 89,9 % de la superficie communale est en aléa moyen ou fort (90,2 % au niveau départemental et 48,5 % au niveau national). Sur les 350 bâtiments dénombrés sur la commune en 2019, 307 sont en aléa moyen ou fort, soit 88 %, à comparer aux 91 % au niveau départemental et 54 % au niveau national. Une cartographie de l'exposition du territoire national au retrait gonflement des sols argileux est disponible sur le site du BRGM,.
Concernant les mouvements de terrains, la commune a été reconnue en état de catastrophe naturelle au titre des dommages causés par la sécheresse en 1991, 1992, 1993, 1996 et 2018 et par des mouvements de terrain en 1999.

## Histoire
Carnisiacus en 900, Sanctus Martinus de Carnisiaco en 1099, Charnise et Parochia de Charniseio au XIIIe siècle puis Charnizay sur la carte de Cassini. Son nom vient du bas latin Carnisiacus ou Carnutius.

### Les traces d'un peuplement préhistorique

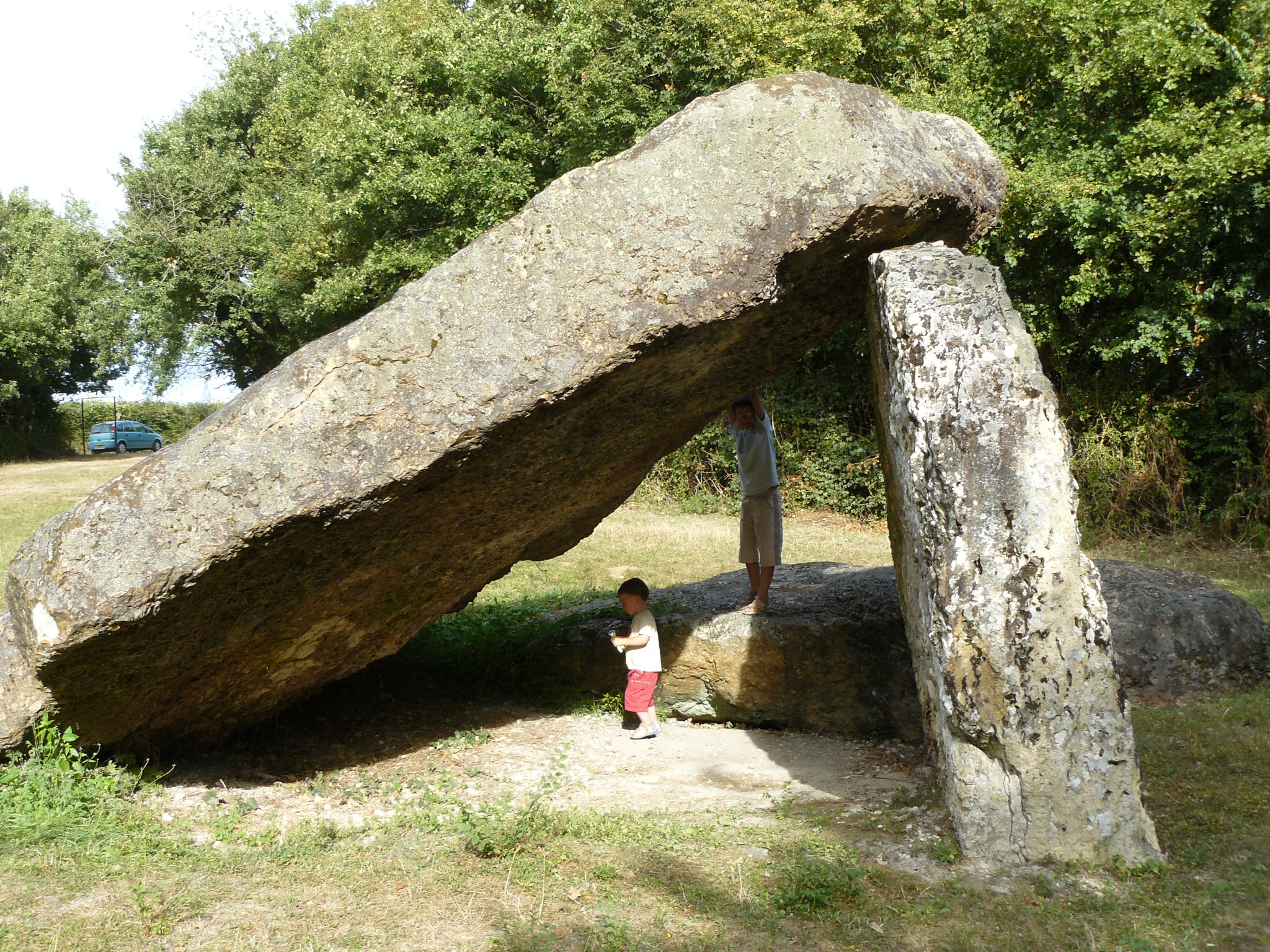
Dolmen, dit palets de Gargantua.

Le territoire fut colonisé tôt car non loin du hameau des Champs de l'Ormeau se dresse un dolmen appelé Palets de Gargantua. Il est formé de trois pierres, la table mesure près de 6 mètres de longueur sur 4,5 mètres de largeur, elle est soutenue par une pierre de 2,65 mètres de hauteur. La troisième pierre qui soutenait également la table est aujourd'hui renversée.
De même, en 1952, une hache plate en cuivre datant de l'âge du bronze, a été découverte entre les hameaux de la Riffoise et le Rocher.

### Antiquité
Sur le territoire de la commune, un dépôt de monnaies gauloises a été découvert. Il contenait une cinquantaine de pièces en argent.

### Moyen Âge
Durant cette période, Charnizay était une châtellenie dépendant de la baronnie de Preuilly. Il semblerait que le village ait possédé une léproserie ou maladrerie entre le VIe et le XVe siècle. On en comptait alors 56 sur le territoire turons et elles se situaient dans les villes et villages d'importance. Jean de Menou, chambellan du roi, est le premier seigneur connu de Charnizay en 1442, et sa descendance continua jusqu'à la Révolution; Carré de Busserolles donne la succession des seigneurs.

### Époque moderne
En 1529, le baron de Preuilly autorisa René de Menou à tenir des plaids chaque quinzaine pour la justice de Charnizay. En 1697, Armand-François de Menou fut créé marquis de Menou (terre de Nanvignes, en Nivernais). Son fils André, 2nd marquis de Menou, maréchal de camp, gouverneur du Hâvre, mort le 9 juin 1754, laissa deux filles, dont la cadette Charlotte-Françoise fut mariée en 1747 à Jean-Antoine de Charry, marquis des Gouttes. Il comparut à l'assemblée de la noblesse de Touraine en 1789.

### DuXIXeà nos jours
En 1794, Charnizay a annexé la commune de Saint-Michel-des-Landes.
En 1811 (LP du 29 janvier), Napoléon érigea le château de Charnizay en majorat de baronnie en faveur de Philippe-Claude Arthuys (1765-1828), président en la troisième chambre de la  cour d'Orléans. Il eut pour successeurs Philippe-Auguste (né en 1798), et son fils Arthur. A la fin du même siècle, le domaine appartenait au comte de Montesquiou-Fézensac.
Le 14 janvier 1814, un décret impérial supprime la commune de Saint-Michel-du-Bois, et la rattache à celle de Preuilly-sur-Claise. Certains hameaux de cette ancienne commune sont alors attribués à d'autres localités. C'est le cas des hameaux les Bennetières, les Pinaudières et la Lucarerie qui se voient rattachés à Charnizay.

## Politique et administration

### Intercommunalité
Charnizay faisait partie, jusqu'au 31 décembre 2016 de la communauté de communes de la Touraine du Sud qui regroupe vingt-et-une communes situées dans la pointe sud de la Touraine entre le Poitou et le Berry. Créée le 14 décembre 2000, elle comprenait 5 624 habitants en 2007 pour une superficie de 639,39 km2, soit une densité de 24 habitants au km2. Depuis le 1er janvier 2017, la commune est rattachée à la nouvelle communauté de communes Loches Sud Touraine.

### Fiscalité
| Taxe                                                | Taux appliqué (part communale) | Recettes dégagées en 2009 et en € |
| --------------------------------------------------- | ------------------------------ | --------------------------------- |
| Taxe d'habitation (TH)                              | 12,33 %                        | 50 000                            |
| Taxe foncière sur les propriétés bâties (TFPB)      | 17,17 %                        | 42 000                            |
| Taxe foncière sur les propriétés non bâties (TFPNB) | 32,26 %                        | 56 000                            |
| Taxe professionnelle (TP)                           | 0,00 %                         | 0                                 |

Le taux de la taxe professionnelle est de 0 car elle est totalement transférée à l'intercommunalité. Son taux est actuellement de 13,02 %. Cette fiscalité est inférieure à la moyenne départementale pour les communes de population équivalente (communes de 500 à 2 000 habitants) à l'exception de la taxe d'habitation. Ces taux sont en moyenne de 11,07 %, 15,42 % et 45,06 %.

### Budget de la commune
En 2010, le budget de la commune s'élevait à 490 000 € et son endettement à 451 000 €.
| Évolution de l'endettement (en milliers d’€) : | Évolution des dépenses d’équipement (en milliers d’€) : |

## Urbanisme

### Typologie
Au 1er janvier 2024, Charnizay est catégorisée commune rurale à habitat très dispersé, selon la nouvelle grille communale de densité à sept niveaux définie par l'Insee en 2022.
Elle est située hors unité urbaine et hors attraction des villes,.

### Jumelages
Charnizay n'a pas développé d'associations de jumelage.

## Population et société

### Démographie
Les registres paroissiaux commencent en 1670.

#### Évolution démographique
L'évolution du nombre d'habitants est connue à travers les recensements de la population effectués dans la commune depuis 1793. Pour les communes de moins de 10 000 habitants, une enquête de recensement portant sur toute la population est réalisée tous les cinq ans, les populations de référence des années intermédiaires étant quant à elles estimées par interpolation ou extrapolation. Pour la commune, le premier recensement exhaustif entrant dans le cadre du nouveau dispositif a été réalisé en 2006.
En 2022, la commune comptait 468 habitants, en évolution de −6,77 % par rapport à 2016 (Indre-et-Loire : +1,67 %, France hors Mayotte : +2,11 %).
| 1793  | 1800  | 1806  | 1821  | 1831  | 1836  | 1841  | 1846  | 1851  |
| ----- | ----- | ----- | ----- | ----- | ----- | ----- | ----- | ----- |
| 1 200 | 1 274 | 1 228 | 1 372 | 1 602 | 1 628 | 1 521 | 1 496 | 1 519 |

| 1856  | 1861  | 1866  | 1872  | 1876  | 1881  | 1886  | 1891  | 1896  |
| ----- | ----- | ----- | ----- | ----- | ----- | ----- | ----- | ----- |
| 1 506 | 1 546 | 1 564 | 1 389 | 1 378 | 1 313 | 1 335 | 1 310 | 1 271 |

| 1901  | 1906  | 1911  | 1921  | 1926  | 1931  | 1936  | 1946  | 1954  |
| ----- | ----- | ----- | ----- | ----- | ----- | ----- | ----- | ----- |
| 1 195 | 1 198 | 1 191 | 1 076 | 1 026 | 1 047 | 1 040 | 1 023 | 1 005 |

| 1962 | 1968 | 1975 | 1982 | 1990 | 1999 | 2006 | 2011 | 2016 |
| ---- | ---- | ---- | ---- | ---- | ---- | ---- | ---- | ---- |
| 930  | 876  | 738  | 615  | 557  | 523  | 489  | 503  | 502  |

| 2021 | 2022 | - | - | - | - | - | - | - |
| ---- | ---- | - | - | - | - | - | - | - |
| 479  | 468  | - | - | - | - | - | - | - |

#### Pyramide des âges
La population de la commune est relativement âgée.
En 2018, le taux de personnes d'un âge inférieur à 30 ans s'élève à 29,4 %, soit en dessous de la moyenne départementale (34,9 %). À l'inverse, le taux de personnes d'âge supérieur à 60 ans est de 32,2 % la même année, alors qu'il est de 27,8 % au niveau départemental.
En 2018, la commune comptait 252 hommes pour 249 femmes, soit un taux de 50,3 % d'hommes, largement supérieur au taux départemental (48,09 %).
Les pyramides des âges de la commune et du département s'établissent comme suit.
| Hommes | Classe d’âge | Femmes |
| ------ | ------------ | ------ |
| 1,2    | 90 ou +      | 2,8    |
| 11,9   | 75-89 ans    | 15,1   |
| 16,6   | 60-74 ans    | 16,7   |
| 24,6   | 45-59 ans    | 21,6   |
| 15,9   | 30-44 ans    | 14,8   |
| 12,7   | 15-29 ans    | 12,4   |
| 17,2   | 0-14 ans     | 16,5   |

| Hommes | Classe d’âge | Femmes |
| ------ | ------------ | ------ |
| 0,9    | 90 ou +      | 2,2    |
| 7,9    | 75-89 ans    | 10,2   |
| 17,3   | 60-74 ans    | 18,1   |
| 19,8   | 45-59 ans    | 19,1   |
| 17,9   | 30-44 ans    | 17,2   |
| 18,5   | 15-29 ans    | 17,5   |
| 17,6   | 0-14 ans     | 15,6   |

### Enseignement
La commune possède une école maternelle dans le cadre d'un regroupement pédagogique avec Saint-Flovier ; pour la primaire, les enfants sont scolarisés dans l'école de cette dernière.
La commune relève de l'académie d'Orléans-Tours. Le regroupement pédagogique est géré par l’inspection générale de l'inspection départementale de l’Éducation nationale de Tours.
La commune est sectorisée sur le collège Gaston-Defferre de Preuilly-sur-Claise situé à dix kilomètres au sud.

### Santé
Il n'y a pas d'offre de soins sur la commune. Les hôpitaux et les cliniques sont à Châtellerault et à Loches. Les médecins sont à Preuilly-sur-Claise et Saint-Flovier, tout comme les pharmacies. Les dentistes sont à Preuilly-sur-Claise et La Roche-Posay.

### Sécurité
La commune dépend de la brigade de gendarmerie de Preuilly sur Claise. Elle dépend du centre d'incendie et de secours de Preuilly-sur-Claise.

### Services publics
Dans le bourg sont situées la mairie et l'agence postale communale.

### Sports
Le village possède le stade de football Raymond-Poulidor, deux terrains de pétanque, des circuits de randonnées et un site de pêche sur le plan d'eau communal.

### Cultes
Charnizay dispose d'un seul lieu de culte (culte catholique) : l'église Saint-Martin. Elle fait partie de la paroisse du Pays de Preuilly qui relève du doyenné de Loches et du diocèse de Tours.

### Vie associative
Depuis 1995, l'association La Dynamique des Amis de Charnizay, souvent nommée DAC Charnizay, organise une rando moto enduro sur les chemins de la commune réunissant jusqu'à 400 motards pendant un week end d'août[réf. nécessaire]. En 2012, l'association organise un concert du groupe Breton Tri Yann qui fait venir près de 3 000 spectateurs sur le stade de la commune[réf. nécessaire]. Pour fêter ses 20 ans, la DAC fait venir le groupe Magic System et attire près de 5000 spectateurs.

### Médias
La commune reçoit la chaîne de télévision locale France 3 Paris Île-de-France Centre. Le quotidien La Nouvelle République relate les informations locales dans son édition Indre-et-Loire (Touraine Est) ainsi que l'hebdomadaire La Renaissance lochoise.

## Économie

### Secteur primaire
La commune se trouve dans l'aire géographique et dans la zone de production du lait, de fabrication et d'affinage du fromage Valençay.

### Secteur tertiaire
En 2020, la commune dispose d'un bar-restaurant, de plusieurs gites ruraux et d'une agence postale communale. En 2010, la commune disposait encore d'une boucherie-charcuterie, d'une épicerie et d'un garage auto.

## Culture locale et patrimoine

### Lieux et monuments

#### Vestiges préhistoriques
Deux sites préhistoriques sont présents à Charnizay et marquent le peuplement ancien du site de l'actuelle commune. D'une part le gisement néolithique de la grotte de Roinceau et d'autre part, les Palets de Gargantua qui constituent un dolmen ayant fait l’objet d’un classement au titre des monuments historiques le 19 novembre 1951. Il est situé près du hameau Les Champs-de-l'Ormeau.

#### Architecture civile

Le blason de la famille de Menou.

- Ruines du château fort, ferme seigneuriale : Située au cœur du bourg, cet ancien logis seigneurial servit très longtemps de ferme. Il appartenait à la famille de Menou qui l'occupa jusqu'en 1802. Il est composé d'un corps de logis quadrangulaire et d'une tourelle carrée en encorbellement.
- Prieuré XVIe siècle : Selon des aveux de 1598 et 1634, ce prieuré aurait été un fief de la baronnie de Preuilly. Il était de l'ordre de Saint-Benoît.
- Château XIXe siècle : Il fut construit par le baron Philippe-Claude d'Arthuys de Charnisay.
- Tuilerie XIXe siècle : Elle fait l'objet d'une inscription à l'inventaire général des monuments historiques depuis 1996[56]. Sa construction est antérieure à 1812, elle se situe au lieu-dit Bois Bernay. Elle s'étendait sur 1 790 m2 dont 450 m2 bâtis. Elle a été en activité jusqu'en 1877 et était à l'état de ruine en 1890. Aujourd'hui, il ne reste plus que quelques vestiges du four.

#### Architecture sacrée
- Église Saint-Martin du XIIe siècle : elle appartenait au Xe siècle à la collégiale Saint-Martin de Tours. La nef et le clocher actuel datent du XIIe siècle, le chœur à chevet plat et le transept du XVe siècle et la façade du XIXe siècle. À l'intérieur, on peut observer une statue, un vitrail, un tableau, une relique et une bannière représentant saint Martin[57] ainsi que deux peintures à l'huile classées monument historique au titre d'objet. Le 11 décembre 2017, un pignon de l'église est partiellement abattu par la tempête Ana[58].
- Vestiges de l'église de Saint-Michel-des-Landes, XIe siècle : elle existait déjà en 1184, le droit de présentation curial appartenait à l'abbaye de Preuilly et elle était encore desservie en 1790. Elle était mise sous le vocable de Saint-Michel, aujourd'hui, il n'en reste plus que quelques vestiges. L'église de Charnizay abrite deux tableaux classés :
  - L'Apparition de Jésus ressuscité à une religieuse, XVIIe siècle : ce tableau fait l'objet d'un classement au titre objet des monuments historiques depuis le 24 septembre 2002[59]. Les dimensions de cette peinture à l'huile sont de 180 cm de hauteur sur 120 cm de large ;
  - L'Apparition de Jésus et de la Vierge à une religieuse dominicaine, XVIIe siècle : ce tableau fait l'objet d'un classement au titre objet des monuments historiques depuis le 24 septembre 2002[60]. Les dimensions de cette peinture à l'huile sont de 180 cm de hauteur sur 122 cm de large.

## Personnalités liées à la commune
- Charles de Menou d'Aulnay, gouverneur d'Acadie entre 1638 et 1650, originaire de Charnizay. À la suite des recherches de Jean-Marie Germe, une plaque commémorative a été apposée en 1994 sur l'église par la municipalité.